# Sernin Laffont
Pour les articles homonymes, voir Laffont.
Sernin Laffont, né le 27 avril 1771 à Audressein (Ariège), mort le 5 octobre 1841 à Riquewihr (Haut-Rhin), est un colonel français de la Révolution et de l’Empire.

## États de service
Il entre en service le 27 janvier 1792, comme grenadier dans le 3e bataillon de volontaires de l'Ariège, et il devient caporal le 30 avril suivant, puis sergent le 22 juillet 1793. Il fait avec bravoure les guerres de 1792 à l’an III, à l’armée des Pyrénées orientales, et il se distingue le 22 septembre 1793 à l’affaire de Torcy, où il est blessé de deux coups de feu, dont un à la tête et l’autre à la main gauche. Sa conduite lors de cette journée lui vaut le grade de sous-lieutenant, qui lui est conféré le 22 décembre 1793.
De l’an IV à l’an IX, il sert aux armées d’Italie, d’Helvétie et du Rhin, avant d’être embarqué dans la flottille de Boulogne. Le 7 octobre 1798, il se fait remarquer à la prise de la redoute de Luciestieg, dans les Grisons, où il monte le premier à l’assaut et contribue grandement par sa bravoure, à en chasser l’ennemi. 
Il est nommé lieutenant le 25 juin 1802, et il est employé de l’an XI à l’an XIII au camp de Saint-Omer, où il est fait chevalier de la Légion d’honneur le 12 novembre 1803. De l’an XIV à 1807, il prend une part active aux campagnes de la Grande Armée au sein de la 2e division du 4e corps, et il reçoit son brevet de capitaine le 23 novembre 1806. Le 5 juin 1807, il est blessé d’un coup de feu dans les reins, à l’affaire de Lomiten, et en 1808, il tient garnison à Bayreuth, avant de participer à la campagne d’Allemagne en 1809.
Le 19 avril 1809, au combat de Thann, il est blessé au bras gauche. Le 21 avril suivant, près de Ratisbonne l’ennemi occupe une position avec deux régiments et deux pièces de canon, et malgré plusieurs attaques, nos troupes n’ont pu les débusquer. Alors à la tête du 3e bataillon du 57e régiment d’infanterie, il reçoit l’ordre de marcher à son tour, et par l’ardeur et l’élan qu’il sait imprimer à ses hommes, il se rend en un instant maitre de la position vivement disputée et qui est enlevée à la baïonnette. 
En 1812, il prend part à la campagne de Russie, et il se couvre de gloire le 7 septembre 1812, à la bataille de la Moskova, où à la tête de sa compagnie de grenadiers, il enlève et conserve une position qu’un de nos bataillon avait été forcé d’évacuer quelques instants auparavant. Cette action lui vaut le grade de chef de bataillon le 25 septembre suivant. Le 3 novembre, à la bataille de Viazma, il culbute l’ennemi en présence du vice-roi d’Italie, et reprend cinq pièces de canons aux Russes.
En 1813, il assiste à toutes les affaires qui ont lieu durant la campagne de Saxe, et il est élevé au grade d’officier de la Légion d’honneur le 13 juillet 1813. Le 30 août suivant à la bataille de Kulm, à la tête du 1er bataillon du régiment qu’il commandait alors, il arrête la marche de l’avant-garde ennemie et protège la retraite de l’armée. La conduite distinguée qu’il tient lors de cette affaire, le fait remarquer par les généraux sous les ordres desquels il sert, et lors de la grande revue du 7 septembre suivant, ils le présentent à l’Empereur, qui le nomme colonel du régiment qu’il sert depuis 20 ans, et dans lequel il est arrivé comme simple grenadier.
Prisonnier de guerre le 1er décembre 1813, lors de la capitulation de Dresde, il est de retour en France le 1er juin 1814, et maintenu à la tête de son régiment, devenu 53e de ligne à la réorganisation du 16 juillet suivant. Il est fait chevalier de Saint-Louis le 5 octobre 1814.
Lors des Cent-Jours, il fait partie du corps d’observation du Rhin, commandé par le général Rapp, et il se distingue à la tête de son régiment le 9 juillet 1815, dans une sortie en avant de Strasbourg, en repoussant à plusieurs reprises, les charges d’une cavalerie très nombreuse. Il combat avec sa valeur et son sang froid  habituels, et fait éprouver des pertes considérables à l’ennemi. 
Il est mis en non activité le 16 février 1816, et il est admis à la retraite le 27 janvier 1822.
Il est mort le 5 octobre 1841, à Riquewihr.

## Sources
- A. Lievyns, Jean Maurice Verdot, Pierre Bégat, Fastes de la Légion-d'honneur, biographie de tous les décorés accompagnée de l'histoire législative et réglementaire de l'ordre, Tome 2, Bureau de l’administration, 1842, 344 p. (lire en ligne), p. 272.
- « Cote LH/1434/35 », base Léonore, ministère français de la Culture
- G. Dumont, Bataillons de volontaires nationaux (cadres et historiques), Paris, Charles Lavauzelle, 1914, 494 p. (lire en ligne), p. 39.